# Jean-Noël Vuarnet
Jean-Noël Vuarnet (Chambéry, 7 mars 1945 - Paris 6e, 24 mars 1996) est un écrivain, traducteur et philosophe français.

## Biographie

### Jeunesse et formation
Jean-Noël John Léon Vuarnet naît dans la ville de Chambéry le 7 mars 1945. Il étudie les lettres.

### Carrière
Vuarnet est docteur ès lettres et maître de conférences à l'Université Paris-VIII ainsi qu'auteur de divers essais et passe un an à la Villa Médicis.

### Vie privée
Sylviane Agacinski est un temps sa compagne.

### Mort
Il se suicide le 24 mars 1996, à Paris, rue Servandoni, à l'âge de 51 ans.

## Œuvres

### Romans
- 1967 : La Fiancée posthume[5], Éditions du Seuil - Prix Roberge de l’Académie française
- 1975 : Tanger, Christian Bourgois
- 1995 : L'Aigle mère, récit, Paris, Gallimard •  (ISBN 2-07073-830-2)

### Essais
- 1971 : Jean Vauthier, promeneur, études de Jean-Louis Barrault, Michel Chaillou, Maurice Clavel, Florence Dupont, etc, Cahiers de la Compagnie Madeleine Renaud-Jean-Louis Barrault n° 76, 2e trimestre 1971, Paris, Gallimard
- 1973 : Le Discours impur, Éditions Galilée •  (ISBN 2-71860-001-2)
- 1977 : Le Philosophe-artiste[6],[7], Collection 10/18, Union générale d'éditions •  (ISBN 2-26400-190-9)
- 1980 : Extases féminines, Arthaud •  (ISBN 2-70030-314-8)
- 1984 : Les Barbus, photographies de Marc Pataut, Montmorency, Éditions Carte blanche
- 1985 : Personnage anglais dans une île, Paris, Art & Lectures
- 1989 : Le Dieu des femmes, Collection : Méandres, Paris, L'Herne •  (ISBN 2-85197-206-5)
- 1990 : Le Joli Temps : philosophes et artistes sous la Régence et Louis XV, 1715-1774, Paris, Hatier •  (ISBN 2-21801-630-3)
- 1992 : Que pas une ombre ne bouge/Jean-Charles Blais- Suites., Amiens, FRAC Picardie •  (ISBN 2-9505141-2-X).
- 1993 : Frédéric Benrath, Deus sive Natura, Paris, Éditions de l'Amateur •  (ISBN 2-85917-152-5)
- 2002 : Hercule philosophe, illustrations de Frédéric Benrath, suivi de Hercule furieux, Hercule en feu / Sénèque, Villeurbanne, Éditions URDLA •  (ISBN 2-91483-900-6)

### Traductions
- 1974 : Dublinois (Dubliners) de James Joyce, introduction d'Hélène Cixous, traduction par Jean-Noël Vuarnet, Aubier-Montaigne